# フェリーチェ・ロマーニ

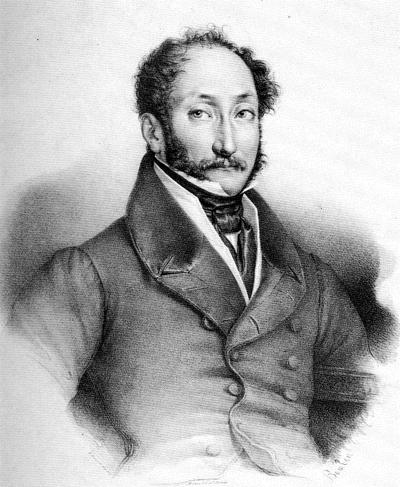
フェリーチェ・ロマーニ

フェリーチェ・ロマーニ（Felice Romani、1788年1月31日 - 1865年1月28日）は、イタリアのオペラ台本作家、詩人、文芸評論家、神話研究家である。ドニゼッティおよびベッリーニなどのために数多くのオペラ台本を著したことで有名であり、メタスタージオ、ボーイトと並んで、イタリア・オペラにおける最高峰の台本作家の一人に数えられている。
ジェノヴァに生まれ、ピサで学んだ。ピサでは「家族を安心させるため法学を、自分自身を喜ばせるために文学を」学んだという。やがてジェノヴァ大学にて教鞭をとり、フランス文学の翻訳に従事した。また同僚と共に全6巻からなる神話・古代遺物の辞書を編纂し、その中にはイタリアにおけるケルト人の研究も含まれていた。ロマーニのこのフランス文学および古代に関する知識はそのオペラ台本にも活かされている。大部分の台本はフランス文学に基づくものであったし、『ノルマ』のように神話に題材をとったものも数多い。
ロマーニはスペイン、ギリシャ、ドイツ、フランスを幅広く旅行した。1814年にはミラノに居を構え、当地の文学界、音楽界の重要人物と交友を持った。彼はウィーンからの宮廷詩人のポストの招請を断り、オペラ台本作家としてのキャリアを開始した。マイールのために2作の台本を著し、スカラ座の座付台本作家の地位を手に入れる。ほどなくしてロマーニは同時代における最高の台本作家としての盛名を得、100近くの台本を著したのだった。なお、自身のフランス文学に対する強い関心にもかかわらず、彼はパリで働くことを欲しなかった。
彼は通常、自らストーリーを考案することはなかった。パリ演劇界の動向を常に注視し、そこで当たった芝居をオペラ化することに務めたのである。しかしこの方法も常に安全というわけではなかった。その一因としては著作権に関する法制が整備されていなかったことがある。一例を挙げれば、ロマーニはヴィクトル・ユーゴー原作『ルクレツィア・ボルジア』をドニゼッティのためのオペラ（初演1834年）に転用したが、それがパリで1840年に上演された際、ユーゴーはパリにおける以後の上演禁止命令を勝ちとることに成功した。ロマーニとドニゼッティは同作を『裏切り者の女』La Rinnegataと題名変更し、舞台設定もイタリアからトルコに移さなければならなくなった。
ロマーニはまたベッリーニのために『海賊』Il pirata、『異国の女』La Straniera、『ザイーラ』Zaira、『カプレーティとモンテッキ』I Capuleti e i Montecchi、『夢遊病の女』La Sonnambula、『ノルマ』Norma、『テンダのベアトリーチェ』Beatrice di Tendaを、 またロッシーニに対しては『イタリアのトルコ人』Il Turco in Italiaを、ドニゼッティには『アンナ・ボレーナ』Anna Bolenaや『愛の妙薬』L'elisir d'amoreなどを著し、オペラ作曲家としてスタートしたばかりのヴェルディにも、もともとはアダルベルト・ギロヴェッツのために書いた台本を転用、『一日だけの王様』Un giorno di regno, ossia il finto Stanislaoとして提供している。
中でもロマーニとベッリーニの組合せは当時から理想的なものと考えられていた。ベッリーニが求めていたのは「劇的な、途方もないと言っても良いくらい劇的な場面、その中での人々の情熱を最も生き生きと描写できるような韻文」（彼の1834年の書簡による）であり、ベッリーニはロマーニにそれを見出したのである。
この両者は『テンダのベアトリーチェ』の締切に遅れたことが原因で疎遠になってしまったが、ベッリーニはカルロ・ペーポリの台本を用いた『清教徒』の作曲後、以後はロマーニ以外の台本でオペラを書くのは止めよう、と決心したと伝えられている。不幸にもこの『清教徒』はベッリーニ最後のオペラとなってしまい、その初演（1835年1月24日）から1年を経ずして彼は世を去る（同年9月23日）。ロマーニは2人の不和を後悔する一文を著して、この夭折した天才作曲家を深い悲しみと共に追悼したのだった。 
1834年にはロマーニはガゼッタ・ウフィッチアーレ・ピエモンテーゼ誌の編集者ともなり、1849年から54年にかけての空白期間を除けばその死に至るまで同職に就き、多くの文芸評論を寄稿した。彼の詩篇は1841年に出版されている。